# Tour de France 2002

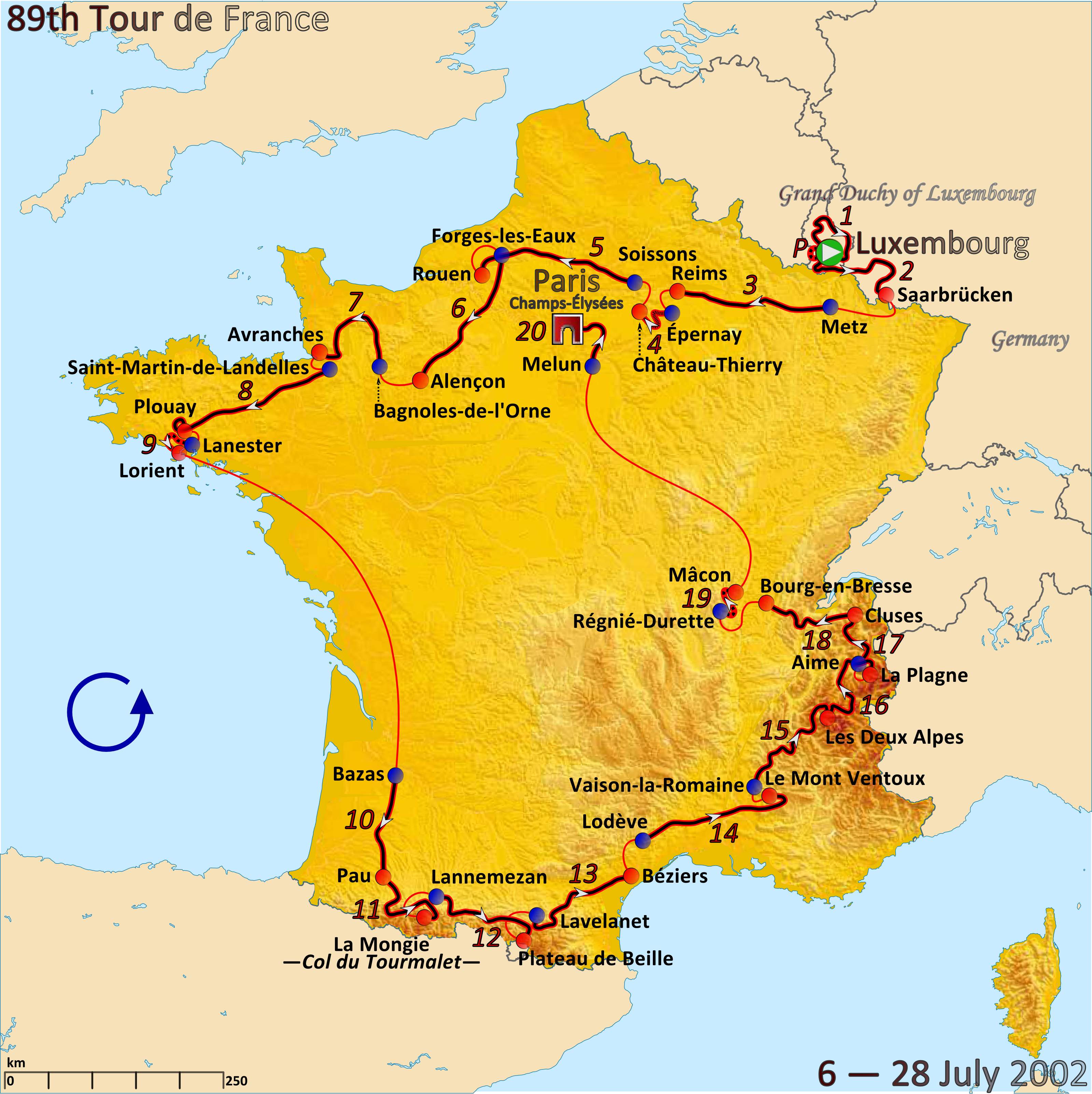
Överblick på etapperna under 2002 års Tour de France.

Tour de France 2002 cyklades 6-28 juli 2002 och vanns av Lance Armstrong, USA. Vinsten blev hans fjärde av totalt sju stycken. Spanjoren Joseba Beloki och Raimondas Rumšas från Litauen sluta tvåa respektive trea i tävlingen.
Start var i Luxemburg och mål i Paris.
2012 diskvalificerades Lance Armstrong från tävlingen på grund av doping. Ingen ny vinnare utses för denna tävling. Även Levi Leipheimer diskas.
| Etapp  | Sträckning                         | Längd (km) | Etappsegrare       | Ledartröjan               | Poängtröjan     | Bergspriströjan   | Ungdomströjan      |  |
| ------ | ---------------------------------- | ---------- | ------------------ | ------------------------- | --------------- | ----------------- | ------------------ |  |
| prolog | Luxemburg                          | 7          | Lance Armstrong    | Lance Armstrong           | Lance Armstrong | Ingen             | David Millar       |  |
| 1      | Luxemburg - Luxemburg              | 192,5      | Rubens Bertogliati | Rubens Bertogliati        | Erik Zabel      | Christophe Mengin | Rubens Bertogliati |  |
| 2      | Luxemburg - Sarrebruck             | 181        | Oscar Freire       | Rubens Bertogliati        | Erik Zabel      | Stéphane Berges   | Rubens Bertogliati |  |
| 3      | Metz - Reims                       | 174,5      | Robbie McEwen      | Erik Zabel                | Erik Zabel      | Christophe Mengin | Rubens Bertogliati |  |
| 4      | Epernay - Château-Thierry          | 67,5       | ONCE-Eroski        | Igor González de Galdeano | Erik Zabel      | Christophe Mengin | Isidro Nozal       |  |
| 5      | Soissons - Roues                   | 195        | Jaan Kirsipuu      | Igor González de Galdeano | Erik Zabel      | Christophe Mengin | Isidro Nozal       |  |
| 6      | Forges-les-Eaux - Alençon          | 199,5      | Erik Zabel         | Igor González de Galdeano | Erik Zabel      | Christophe Mengin | Isidro Nozal       |  |
| 7      | Bagnoles-de-l'Orne - Avranches     | 176        | Bradley McGee      | Igor González de Galdeano | Erik Zabel      | Christophe Mengin | Isidro Nozal       |  |
| 8      | Saint-Martin-de-Landelles - Plouay | 217,5      | Karsten Kroon      | Igor González de Galdeano | Erik Zabel      | Christophe Mengin | Isidro Nozal       |  |
| 9      | Lanester - Lorient                 | 52         | Santiago Botero    | Igor González de Galdeano | Erik Zabel      | Christophe Mengin | David Millar       |  |
| 10     | Bazas - Pau                        | 147        | Patrice Halgand    | Igor González de Galdeano | Robbie McEwen   | Christophe Mengin | David Millar       |  |
| 11     | Pau - La Mongie                    | 158        | Lance Armstrong    | Lance Armstrong           | Erik Zabel      | Patrice Halgand   | Ivan Basso         |  |
| 12     | Lannemazan - Plateau de Beille     | 199,5      | Lance Armstrong    | Lance Armstrong           | Erik Zabel      | Laurent Jalabert  | Ivan Basso         |  |
| 13     | Lavelanet - Beziers                | 171        | David Millar       | Lance Armstrong           | Robbie McEwen   | Laurent Jalabert  | Ivan Basso         |  |
| 14     | Lodéve - Mont Ventoux              | 221        | Richard Virenque   | Lance Armstrong           | Robbie McEwen   | Laurent Jalabert  | Ivan Basso         |  |
| 15     | Vaison la Romaine - Les Deux Alpes | 226,5      | Santiago Botero    | Lance Armstrong           | Robbie McEwen   | Laurent Jalabert  | Ivan Basso         |  |
| 16     | Les Deux Alpes - La Plagne         | 179,5      | Michael Boogerd    | Lance Armstrong           | Robbie McEwen   | Laurent Jalabert  | Ivan Basso         |  |
| 17     | Aime - Cluses                      | 142        | Dario Frigo        | Lance Armstrong           | Robbie McEwen   | Laurent Jalabert  | Ivan Basso         |  |
| 18     | Cluses - Bourg en Bresse           | 176,5      | Thor Hushovd       | Lance Armstrong           | Robbie McEwen   | Laurent Jalabert  | Ivan Basso         |  |
| 19     | Régnié Durette - Mâcon             | 50         | Lance Armstrong    | Lance Armstrong           | Robbie McEwen   | Laurent Jalabert  | Ivan Basso         |  |
| 20     | Melun - Paris                      | 144        | Robbie McEwen      | Lance Armstrong           | Robbie McEwen   | Laurent Jalabert  | Ivan Basso         |  |

## Slutställning
| Plats | Person                    | Land     | Lag          | Tid      |
| dsk   | Lance Armstrong           | USA      | U.S. Postal  | 82.05.12 |
| 2     | Joseba Beloki             | Spanien  | ONCE         | 7.17     |
| 3     | Raimondas Rumšas          | Litauen  | Lampre       | 8.17     |
| 4     | Santiago Botero           | Colombia | Kelme        | 13.54    |
| 5     | Igor González de Galdeano | Spanien  | ONCE         | 13.54    |
| 6     | José Azevedo              | Portugal | ONCE         | 15.44    |
| 7     | Francisco Mancebo         | Spanien  | iBanesto.com | 16.05    |
| dsk   | Levi Leipheimer           | USA      | Rabobank     | 17.11    |
| 9     | Roberto Heras             | Spanien  | U.S. Postal  | 17.12    |
| 10    | Carlos Sastre             | Spanien  | CSC Tiscali  | 19.05    |